# Cathédrale Sainte-Marie de Badulla
Pour les articles homonymes, voir Cathédrale Sainte-Marie.
La cathédrale Sainte-Marie de Badulla est une cathédrale catholique romaine du Sri Lanka située à Badulla. Elle est le siège du diocèse catholique romain de Badulla

## Histoire
L'église est achevée le 13 septembre 1881.

## Architecture
La cathédrale est assez basique et ne comporte pas de fronton sculpté ou de nombreux détails. L'intérieur est simple, et la façade comporte deux tours jumelles avec un clocher. Elle est peinte en jaune, et les vitraux sont classiques, en forme de fleur.  

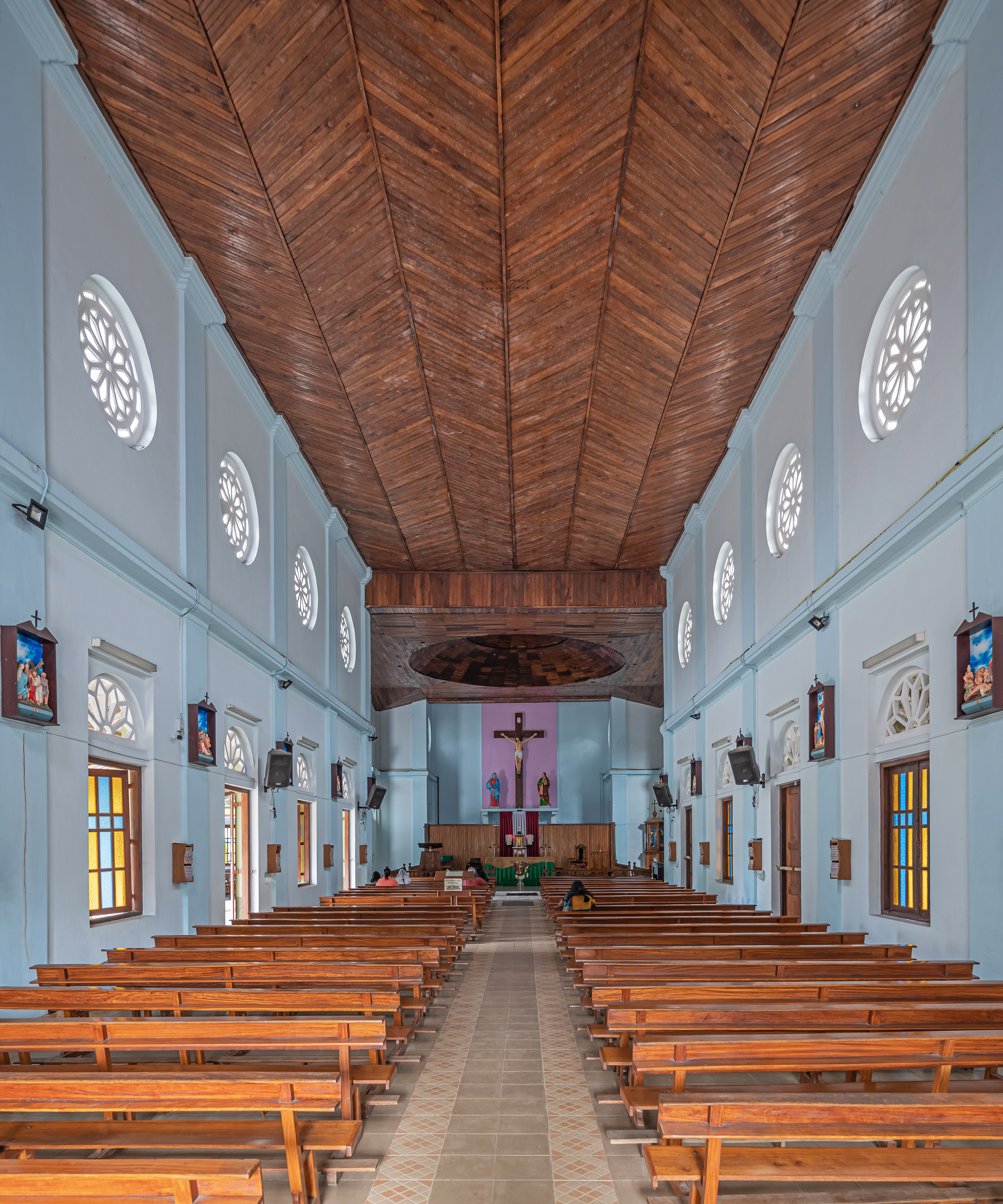
Vue de l'intérieur de la cathédrale